# Hof Baiertal
Hof Baiertal (umgangssprachlich auch Bärleshof oder Berleshof [ˈbɛːɐ̯ləsˌhoːf]) ist eine Kleinsiedlung bei Großrinderfeld im Main-Tauber-Kreis.

## Geographie

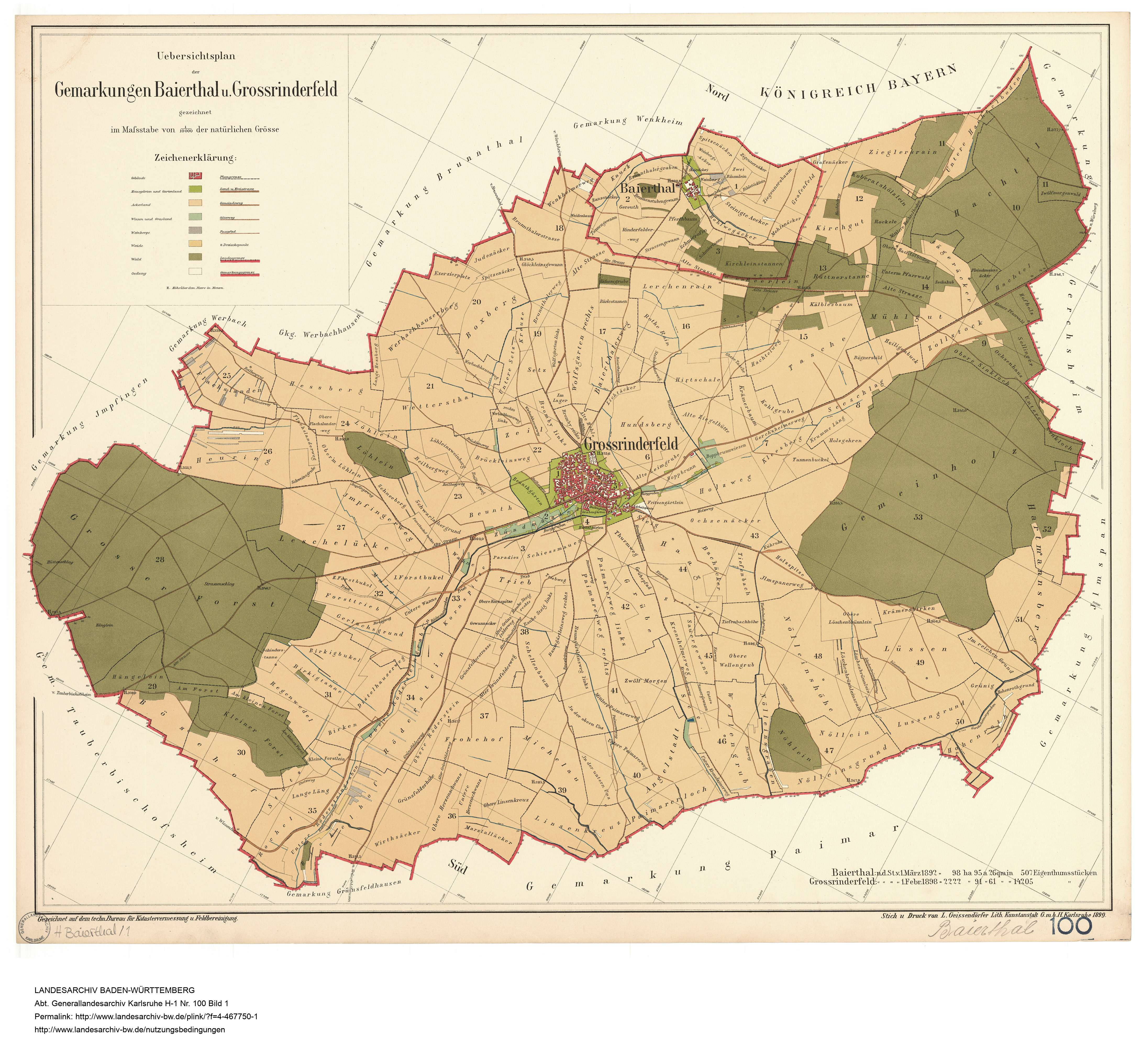
Im Norden die damals noch eigenständige Gemarkung von Hof Baiertal um 1899. Diese ist heute in der südlich angrenzenden Gemarkung von Großrinderfeld aufgegangen.

Der Ort liegt etwa zwei Kilometer nördlich von Großrinderfeld und zwei Kilometer südöstlich von Wenkheim.

## Geschichte

### Mittelalter
Im Jahre 1463 wurde Hof Baiertal erstmals urkundlich als Beyertale der hof, zu bur (Haus) erwähnt. Er war zur Hälfte im Besitz der jeweiligen Herrschaft von Großrinderfeld und wurde dem dortigen Adel als Mannlehen verliehen. Die andere Hälfte wurde an die Familie von Zobel verliehen.

### Neuzeit
Auch nach 1583 blieb Hof Baiertal zunächst würzburgisch. Kirchlich gehörte er anfangs zu Wenkheim und ab der Zeit vor 1867 zu Großrinderfeld. Im Jahre 1924 wurde die eigene Gemarkung des Ortes aufgehoben und in die von Großrinderfeld eingegliedert.

## Kultur und Sehenswürdigkeiten

### Kulturdenkmale
Siehe auch: Liste der Kulturdenkmale in Hof Baiertal

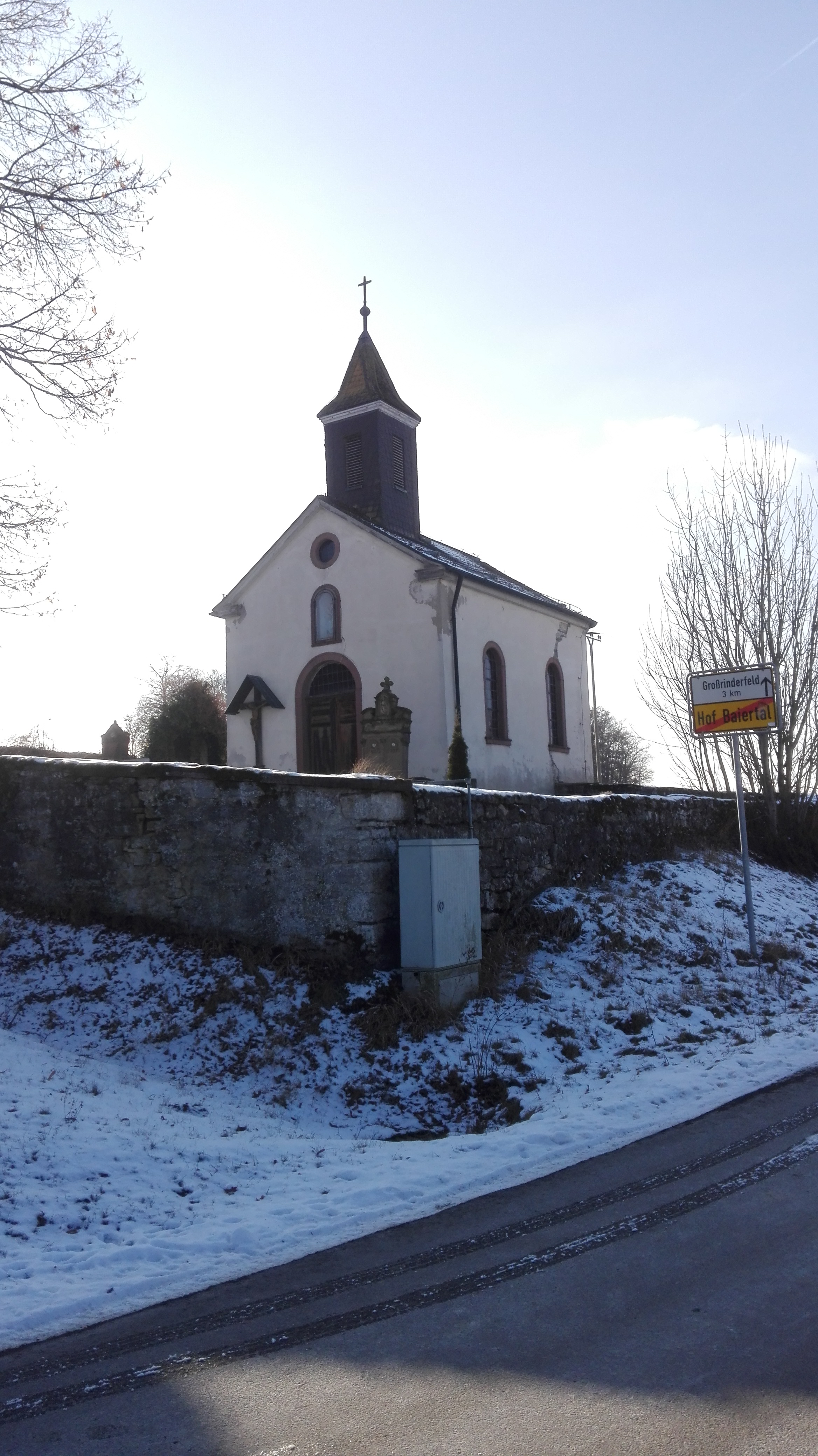
Die Marienkapelle in Hof Baiertal (2017)

### Marienkapelle
In der Kleinsiedlung befindet sich die Marienkapelle von 1868. Ihre Glocke stammt aus dem Jahre 1676.

## Verkehr
In der Kleinsiedlung, die über die K 2882 zu erreichen ist, verläuft die gleichnamige Straße Hof Baiertal.